# Anficlea
Anficlea (in greco antico: Αμφίκλεια?) era una polis dell'antica Grecia ubicata nella regione della Focide. 

## Storia
Durante le guerre persiane fu uno dei luoghi distrutti dalle  truppe persiane di Serse I nel 480 a.C.
Pausania afferma che il suo antico nome di Anficea fu cambiato con un decreto dell'Anfizionia dopo la distruzione della città, e le venne dato il nuovo nome di Anficlea.  Egli aggiunse che il nome originale era Ofitea e le era stato dato a causa di una tradizione che diceva che un uomo potente aveva nascosto il suo bambino in una giara, per paura di alcuni suoi nemici, e lo  aveva nascosto in campagna. Lì, un lupo attaccò la brocca ma un serpente difese il bambino avvolgendolo nelle sue spira. Al ritorno il padre, credendo che il serpente avesse fatto del male a suo figlio, gli gettò contro una lancia e lo uccise uccidendo anche suo figlio. Quando riuscì a sapere la verità dai pastori, bruciò insieme entrambi sulla stessa pira funebre in omaggio al serpente, e dal momento che il luogo mantenne la forma di pira ardente, venne dato alla città il nome di Ofitea.
Come cosa degna di essere vista ad Anficlea, secondo Pausania erano le  orge di Dioniso. Le malattie dei suoi abitanti venivano curate dai sogni da un sacerdote che era anche un indovino che emetteva oracoli. La distanza calcolata tra Anficlea e le altre città era di quindici stadi nei confronti di Titronio, sessanta per Lilea, ottanta per Drimea e centottanta per Elatea.
Vicino al luogo dove era la città antica vi è ora una città che ha riacquistato il suo antico nome di Amfikleia, 